# Scambus aequalis
Scambus aequalis là một loài tò vò trong họ Ichneumonidae.